# ساندرو سالوادور
ساندرو سالوادور (به ایتالیایی: Sandro Salvadore) بازیکن فوتبال و اهل ایتالیا است 

## تیم ملی
از سال ۱۹۶۰ میلادی عضو تیم ملی فوتبال ایتالیا بوده و در ۳۶ بازی ملی حضور داشته‌است. او در بازی‌های ملی‌اش گلی به ثمر نرساند.
ساندرو سالوادور آخرین بازی ملی خود را در سال ۱۹۷۰ میلادی انجام داد.